# Flassigny
Flassigny település Franciaországban, Meuse megyében. Lakosainak száma 45 fő (2022. január 1.). Flassigny Othe, Marville, Iré-le-Sec, Villers-le-Rond, Bazeilles-sur-Othain és Velosnes községekkel határos.

## Népesség
A település népességének változása:
| Lakosok száma | 56   | 39   | 42   | 49   | 45   | 46   | 47   | 44   | 44   | 45   |
|               | 1968 | 1982 | 1990 | 2006 | 2013 | 2015 | 2017 | 2019 | 2020 | 2022 |